# Carmen Marcuello Servós
María del  Carmen Marcuello Servós (Sabiñánigo, Huesca, siglo XX) es una economista española, catedrática en el Departamento de Dirección y Organización de Empresas de la Universidad de Zaragoza, y destacada experta en economía social y cooperativas.

## Biografía
Nacida en Sabiñánigo, Huesca, recibió una educación enfocada tanto en el estudio como en la práctica. Cursó la Educación General Básica (EGB) en el CEIP Montecorona y el Bachillerato en el IES San Alberto Magno. Durante su juventud, participó en el Orfeón Serrablés, estudió música en la escuela municipal de música de su localidad y formó parte de un equipo de balonmano.
El fallecimiento de su padre a los 15 años marcó su vida, lo que la llevó a continuar sus estudios gracias a becas. Se licenció en Ciencias Económicas y Empresariales por la Universidad de Zaragoza, motivada por su interés en la economía y su impacto en la realidad social.

### Trayectoria académica
En 1999 obtuvo el puesto de profesora titular en el departamento de Economía de la Universidad de Zaragoza. Catedrática en el departamento de Dirección y Organización de Empresas de la Universidad de Zaragoza. Desde 2003 es directora del grupo de investigación GESES-Universidad de Zaragoza. Cofundadora de Musethica en 2012. Desde 2016 directora de la Cátedra Cooperativas y Economía Social, Caja Rural de Teruel de la Universidad de Zaragoza y presidenta del Observatorio Iberoamericano del Empleo y presidenta de la Economía Social-OIBESCOOP.
En docencia está especializada en la gestión de entidades de Economía Social y evaluación de la eficiencia. El desarrollo de su investigación se ha centrado en el estudio de las organizaciones de Economía.

### Trayectoria institucional
Ha participado en la creación de CEPES-Aragón, es vicepresidenta de CIRIEC-España y de la Red Europea de Investigación EMES. Es miembro de la Comisión Científica para la Economía Social de CIRIEC-España y de la International Scientific Commission "Social & Cooperative Economy" de CIRIEC-Internacional. Como miembro del patronato de la Fundación Integración y Empleo, forma parte del consejo de administración del Centro Especial de Empleo, Arapack, y de la Empresa de Inserción, Mapiser.

## Obra
- MARCUELLO SERVÓS, Carmen; BARRAGÁN MENDOZA, María del Carmen; NAVARRO ROSANDISKI, Eliane y ÁLVAREZ RODRÍGUEZ, Juan Fernando (coords.) (2022): "Mujeres, Cooperativismo y Economía Social y Solidaria en Iberoamérica". Autoras Marcuello, y otras. ISBN: 978-84-122791-5-3. CIRIEC-España.[8]
- BOUCHARD, Marie J.; MARCUELLO SERVÓS, Carmen; ÁLVAREZ RODRÍGUEZ, Juan Fernando (2024). Economía social y solidaria y género. Una mirada desde iberoamérica. CIRIEC-España.[9]